# Daniel Thellmann

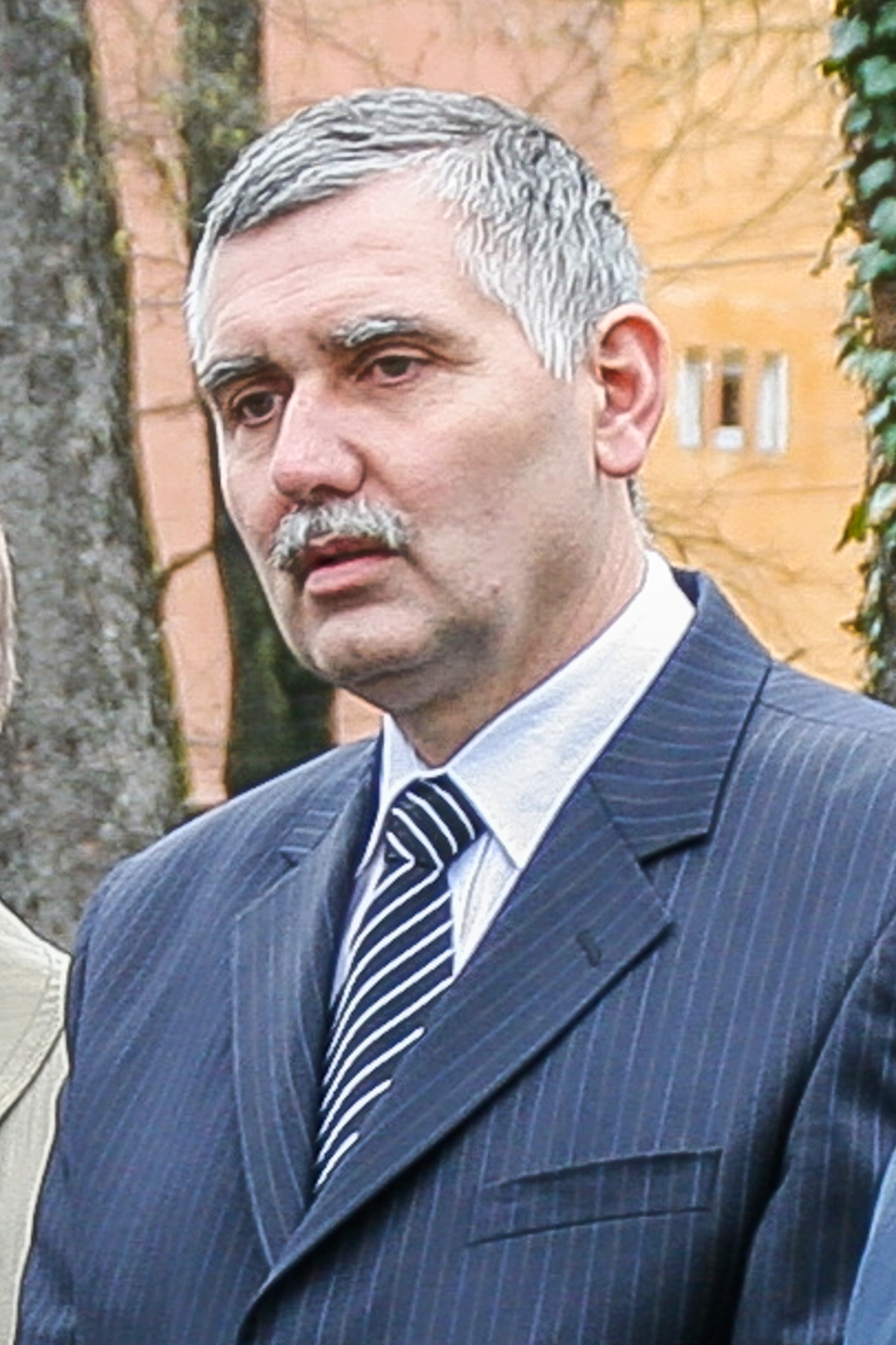
Daniel Thellmann (2006)

Daniel Thellmann (* 1. März 1960 in Hunedoara; † 28. September 2009) war ein siebenbürgisch-sächsischer Lokalpolitiker in Rumänien und von 2004 bis zu seinem Tod Bürgermeister der Stadt Mediasch. Aufsehen erregte 2008 sein Übertritt vom Deutschen Forum zur Demokratisch-Liberalen Partei (PD-L).

## Leben
Nach Besuch der Grundschule in Hunedoara wechselte er 1975 auf das Petrol-Lyzeum in Mediasch. 1979 ging er nach Kronstadt an das Polytechnikum, das er 1984 mit einer Ausbildung im Bereich Industrielle Automatisierung und Computer abschloss. Im Jahr 1983 heiratete er und wurde in den folgenden Jahren Vater zweier Töchter. Bis zur Revolution 1989 arbeitete er in Mediasch bei der staatlichen Fabrik Emailul Roșu, danach gründete er mit seiner Frau eine eigene Firma. Ab 1996 engagierte er sich politisch beim Demokratischen Forum der Deutschen in Rumänien und war dessen Vorsitzender in Mediasch. Daneben war er Mitglied der Gemeindevertretung der evangelischen Kirche in Mediasch. Von 2000 bis 2004 studierte er neben seinem Beruf Politikwissenschaft an der privaten Spiru Haret-Universität in Bukarest. 2004 kandidierte er für das Deutsche Forum bei den Kommunalwahlen und wurde danach durch eine Koalition mit der Demokratischen Partei (PD) zum Bürgermeister von Mediasch gewählt. Dies war ein besonderer politischer Erfolg des Forums, das nun neben Hermannstadt auch den Bürgermeister in der zweitgrößten Stadt des Kreises Hermannstadt stellte. Ein Großteil der Wählerstimmen kam dabei von der rumänischen Bevölkerung der Stadt, da die Siebenbürger Sachsen dort nur mehr weniger als 1.000 Personen ausmachten.
Nachdem die PD im Jahr 2007 mit der Liberaldemokratischen Partei (PLD) zur Demokratisch-Liberalen Partei (PD-L) fusionierte, konnte diese Thellmann überzeugen, bei den Kommunalwahlen 2008 für die PD-L zu kandidieren; Thellmann wurde daraufhin als Bürgermeister im Amt bestätigt. Dies führte jedoch zum Bruch mit dem Deutschen Forum. Klaus Johannis (Bürgermeister von Hermannstadt), Paul Philippi (Ehrenvorsitzender des Forums Hermannstadt) und Ovidiu Ganț (Abgeordneter des Forums im rumänischen Parlament) distanzierten sich von ihm und kündigten eine weitere Zusammenarbeit mit der PD-L auf nationaler Ebene auf. Daniel Thellmann legte daraufhin alle Ämter im Demokratischen Forum nieder. Diese Affäre hatte im darauf folgenden Jahr die Konsequenz, dass Klaus Johannis als möglicher Premierminister einer gegen die PD-L gerichteten Koalition aller anderen im rumänischen Parlament vertretenen Parteien im Gespräch war, was jedoch am Widerstand des offiziell parteilosen, aber der PD-L nahestehenden Präsidenten Traian Băsescu scheiterte.
Im Februar 2009 wurde bei Daniel Thellmann Krebs diagnostiziert; er unterzog sich daraufhin einer Operation und Chemotherapie. Diese blieben jedoch erfolglos; am 28. September 2009 erlag er seiner Erkrankung. Das Mediascher Bürgermeisteramt übernahm daraufhin sein rumänischer Parteikollege Teodor Neamțu.